# FK Čelik Nikšić
FK Čelik Nikšić é uma equipe montenegrina de futebol com sede na cidade de Nikšić. Disputa a primeira divisão de Montenegro.

## Títulos
- 1 Copa de Montenegro (2011/2012)
- 1 Campeonato Montenegrino da 2ª Divisão (2011/2012)
- 3 Copa República de Montenegro (1961 - 1997 - 1999)